# Região polar
Regiões polares ou zonas polares são zonas térmicas da Terra, e constituem-se nas regiões compreendidas ao Norte do Círculo Polar Ártico, e ao Sul do Círculo Polar Antártico. Nas zonas polares a radiação UV que se recebe é mínima, o índice UV não ultrapassa o valor de 5. Além disso, os valores de 5 ocorrem por um período de tempo relativamente curto (somente do final de maio até meados de Julho).
Nas Zonas Polares o dia tem 24 horas de duração no solstício de verão enquanto que, no Solstício de inverno, o Sol somente chega no horizonte durante o meio-dia. A medida que viajamos mais para o norte, os valores máximos do índice diminuem notavelmente. Por exemplo, na latitude 75º o índice máximo é de 1, no solstício de verão. No período que vai do equinócio de outono ao equinócio de primavera o Sol se encontra abaixo do horizonte no Polo Norte e é dia no Polo Sul.

## Círculo Polar Ártico
A região polar do Ártico está localizada no Hemisfério Norte da Terra, também chamado de Setentrional ou Boreal (onde ocorrem as auroras boreais). Essa região é banhada pelo Oceano Glacial Ártico, e as águas deste são cobertas por grandes bancos de gelo, as quais sofrem variações em conformidade com a época do ano. As áreas polares recebem menor incidência de luz solar, por isso não sofrem bruscas modificações de temperatura no decorrer dos meses do ano.
Dentre os oceanos existentes na Terra, o Oceano Glacial Ártico é o menor em termos de dimensão, tendo 14 060 000 km². Ele recebe a maior parte dos rios existentes no extremo Norte do planeta Terra. Durante os verões, as águas do Oceano Ártico são amplamente utilizadas para atividades de pesca, e ainda para navegação. A navegação se torna limitada durante as demais épocas do ano por conta dos blocos de gelo.
Nas datas próximas ao solstício de verão na região polar do Ártico é possível ver um fenômeno interessante nesta região, o qual é denominado de “Sol da meia-noite”, quando o Sol está visível durante 24 horas no céu. O fenômeno oposto é a Noite polar.
Os solos da região são quase que permanentemente cobertos por gelo (permafrost), o que impede que se desenvolva grande quantidade e variedade vegetativa. Nos verões, há um derretimento deste gelo, e surgem então a vegetação típica desta região, a Tundra, formada por líquens e musgos. Essa vegetação atrai também os animais que necessitam dela para sobrevivência.

## Circulo Polar Antártico
A Região Polar Antártida localiza-se no hemisfério sul da Terra. Nesta região está contida a Antártida, um continente coberto por uma camada de gelo. Esse continente é cercado por três oceanos, o Pacífico, o Índico e o Atlântico.
As precipitações na Antártida ocorrem em forma de neve, sendo um local extremamente seco e frio. Não há significativos registros de vegetação, sendo que estas ocorrem esparsamente nos litorais, no período do verão, onde se desenvolvem líquenes, musgos, algumas algas e fungos. Poucos animais suportam as condições extremas da Antártida, sendo comum a presença de focas, albatrozes, pinguins, baleias e krill.
A Antártida é um espaço rico em petróleo, gás natural, cobre, manganês, e por isso levanta interesse de várias nações. Para tanto, foi assinado, ainda no ano de 1958, o tratado da Antártida. Assinado por 44 países, tem a finalidade de garantir fins pacíficos da ocupação da Antártida. 